# Scott Barrett (calciatore)
Scott Barrett (Ilkeston, 2 aprile 1963) è un allenatore di calcio ed ex calciatore inglese, di ruolo portiere.

## Carriera

### Giocatore
Dopo aver giocato per una stagione con i semiprofessionisti dell'Ilkeston Town (club della sua città natale in cui aveva in precedenza giocato anche nelle giovanili), nel settembre del 1984 viene acquistato dal Wolverhampton, club di seconda divisione, con cui esordisce tra i professionisti: la sua esperienza con i Wolves a livello di squadra non è però positiva, dal momento che il club subisce 2 retrocessioni positive scendendo dalla seconda alla quarta divisione; Barrett, tuttavia, riesce con il passare degli anni a trovare via via sempre più spazio: nella sua prima stagione è infatti il portiere di riserva del club (4 presenze nella Second Division 1984-1985), mentre in Third Division gioca 21 partite, collezionando poi ulteriori 5 presenze in quarta divisione. Nell'estate del 1987 viene ceduto allo Stoke City, club di seconda divisione, con cui nella stagione 1987-1988 gioca 27 partite di campionato; l'anno seguente gioca invece 17 partite, mentre nella stagione 1989-1990 viene soppiantato definitivamente nel ruolo di portiere titolare da Peter Fox, giocando solamente 7 partite (ed arrivando così ad un totale di 55 presenze in carriera in seconda divisione). In quest'ultima stagione viene anche più volte ceduto in prestito, prima al Colchester Utd e poi allo Stockport County, entrambi club di quarta divisione.
Al termine della stagione 1989-1990 lascia definitivamente lo Stoke e segue il suo ex allenatore (dal 1987 al 1989) Mick Mills al Colchester United, nel frattempo retrocesso in Football Conference (quinta divisione e più alto livello calcistico inglese al di fuori della Football League): qui, in 2 stagioni, gioca stabilmente da titolare (disputa infatti tutte e 84 le partite di campionato giocate dal club nell'arco del biennio), segnando tra l'altro anche una rete nella stagione 1991-1992, ed anche a livello di squadra ottiene diversi successi: dopo un secondo posto nel campionato 1990-1991, infatti, l'anno seguente vince sia il campionato che l'FA Trophy. A fine stagione lascia il club per accasarsi al Gillingham, un altro club di quarta divisione, in cui rimane per 3 stagioni: nella prima è stabilmente titolare (34 presenze in campionato), mentre nelle stagioni 1993-1994 e 1994-1995 gioca rispettivamente 13 e 4 partite, lasciando il club nell'estate del 1995 dopo complessive 66 presenze in partite ufficiali, 51 delle quali in campionato. Il suo successivo club è il Cambridge Utd, con cui gioca per un triennio da titolare in quarta divisione; dopo un breve prestito al Kingstonian (6 presenze in Football Conference), nel gennaio del 1999 passa quindi al Leyton Orient, in quarta divisione: qui nel suo primo anno perde una finale play-off per la promozione in terza divisione e, nell'arco di 3 stagioni e mezza di permanenza, gioca in totale 99 partite di campionato (più 3 di play-off e 9 nelle varie coppe nazionali). Chiude infine la carriera dopo un biennio nei semiprofessionisti Grays Athletic, in Conference South (sesta divisione), club di cui è però principalmente il vice allenatore e con cui gioca solo saltuariamente (vincendovi tra l'altro un secondo FA Trophy ed un campionato).

### Allenatore
A partire dal 2003 ha lavorato come vice di Mark Stinson in tutti i club allenati da quest'ultimo, in varie categorie dalla terza alla sesta divisione inglese.

## Palmarès

### Giocatore

#### Competizioni nazionali
- Football Conference: 1

Colchester United: 1991-1992
- Conference South: 1

Grays Athletic: 2004-2005
- FA Trophy: 2

Colchester United: 1991-1992
Grays Athletic: 2004-2005